# بطولة كاريوكا 1994
بطولة كاريوكا 1994 هو موسم من بطولة كاريوكا. فاز فيه نادي فاسكو دا غاما.